# Valiatrella pulchra
Valiatrella pulchra är en insektsart som först beskrevs av Andrej Vasiljevitj Gorochov 1985.  Valiatrella pulchra ingår i släktet Valiatrella och familjen syrsor. Inga underarter finns listade i Catalogue of Life.